# Terpsiphone cinnamomea
El monarca colilargo canela (Terpsiphone cinnamomea) es una especie de ave paseriforme de la familia Monarchidae propia del sur y este de Filipinas y las islas Talaud. Su hábitat natural son los bosques húmedos tropicales  de tierras bajas. 